# Lotta popolare
Uno stile di lotta popolare o lotta tradizionale consiste in ogni forma di lotta tradizionalmente praticata in una regione geografica o da un'etnia, codificata o meno come uno sport moderno. La maggior parte delle culture hanno sviluppato forme regionali di lotta.
Di seguito un elenco dei principali stili tradizionali del mondo, catalogati in ordine alfabetico secondo il nome in lingua originale (ma con la traduzione ove possibile):

## Europa

### Isole britanniche
Tradizionalmente in Gran Bretagna la lotta, chiamata "wrestling" dai nativi anglofoni, ha due centri principali: il West Country, dove sono stati sviluppati gli stili del Devon e della Cornovaglia, e l'Inghilterra settentrionale, casa degli stili del Cumberland e del Westmorland.

#### Backhold Wrestling
Di origini ignote, praticato nell'Inghilterra del nord e in Scozia nei secoli VII e VIII, ma si svolgono ancora al giorno d'oggi competizioni nei Giochi delle Highlands così come in Francia e in Italia. Gli stili del backhold si distinguono da quelli del Lancashire perché enfatizzano regole atte a prevenire infortuni ai partecipanti proibendo la lotta a terra.

#### Cumberland and Westmorland wrestling
Detto anche "Cumbrian wrestling", è praticato nelle contee settentrionali dell'Inghilterra. È una forma di lotta backhold nel quale i lottatori posizionano il braccio sinistro sopra il braccio destro dell'avversario e ne afferrano la nuca. Proiezioni e sgambetti sono importanti dato che il primo lottatore che tocca suolo o molla la presa perde. Gli atleti spesso vestono con abiti detti "long johns", ma anche con dei singlet olimpici e canotte varie. La posizione di backhold di partenza coinvolge i lottatori in piedi petto a petto, afferrandosi l'un l'altro intorno al corpo con il mento sulla spalla destra dell'avversario. Il braccio destro di ogni concorrente è posizionato sotto il braccio sinistro del suo avversario. Una volta presa la presa l'arbitro dà il segnale di iniziare la gara chiamando "en guard", quindi "wrestle". I lottatori tentano di sbilanciare il loro avversario, o fargli perdere la presa, utilizzando metodi come il sollevamento tiri noti come "hipes", tiri torsione come "glutei" e viaggi come il click interno, cross click, tallone posteriore o fuori ictus. Questo è noto come una "caduta". Se una parte del corpo di un lottatore tocca il terreno a parte i suoi piedi poi perde. Se entrambi cadono in una sola volta l'ultimo a colpire il terreno è considerato il vincitore. Se non è chiaro quale lottatore ha colpito il terreno per primo, la caduta è squalificata e deve essere ricominciata. Questa è nota come "caduta del cane". Una vittoria può anche essere raggiunta se una delle parti perde la presa sull'altra mentre il suo avversario mantiene ancora la sua presa. Il costume tradizionale è composto da mutandoni lunghi e un gilet ricamato con un pezzo centrale di velluto sopra la parte superiore. Le partite sono di solito decise dal migliore di tre cadute.

#### Scottish Backhold
É una variante del backhold praticata in Scozia, quasi identica agli stili del Cumberland & Westmorland a parte qualche variazione nelle regole. I partecipanti indossano il kilt.

#### Lancashire wrestling
É uno stile storico del Lancashire conosciuto soprattutto per il suo stile "Catch-as-catch-can", detto anche no wrestling holds barred ("nessuna presa di lotta proibita"). Lo stile includeva basi, sottomissioni, lanci e aveva una reputazione di sport particolarmente violento e pericoloso. Le fonti mostrano che le regole sono state messe in atto al fine di salvaguardare i lottatori da lesioni gravi. Per esempio, c'era il divieto di rompere le ossa di un avversario.

#### Catch wrestling
Detto anche Catch-as-catch-can, originatosi dalla lotta del Lancashire ma poi sviluppato ulteriormente attraverso i circhi itineranti del XIX e primo XX secolo negli Stati Uniti d'America.

#### Cornish wrestling
Dettalotta cornica, si pratica con una giacca e non include la lotta a terra. Originario di Cornwall, è una forma di jacket wrestling. Non utilizza le basi. È legato alla lotta bretone Gouren. Dal tardo medioevo divenne molto popolare in tutta la Gran Bretagna e poi si diffuse in tutto il mondo nei secoli 18 e 19, e con tornei e partite regolari in USA, Australia, Messico, Nuova Zelanda e Sudafrica.

#### Devon wrestling
Chiamato anche Devonshire wrestling, era uno stile simile allo stile della Cornovaglia in cui venivano indossate le giacche. I lottatori del Devonshire, tuttavia, indossavano anche zoccoli pesanti ed erano in grado di calciare gli avversari. Nei match tra Cornish e Devon, i lottatori del Devonshire potevano indossare una sola scarpa. A differenza della lotta della Cornovaglia, lo stile è generalmente considerato estinto. A differenza della lotta cornica, lo stile si considera generalmente estinto nella sua forma originaria.

### Irlanda

#### Collar-and-elbow
Tipo di lotta originario dell'Irlanda risalente al XVII secolo ma con origini tracciabili fino ai giochi di Tailteann fra il 632 a.C. e il 1169 d.C.

#### Barróg
Era una forma di backhold wrestling praticata principalmente nell'ovest e nel nord dell'Irlanda. Le prime rappresentazioni visive risalgono al IX secolo d.C., e le corrispondenze nello stile sono documentate fino ai primi decenni del XX secolo.

### Paesi nordici

#### Glíma
Sport nazionale in Islanda, le cui origini risalgono agli antichi vichinghi. È uno stile con regole simili allo Shuai jiao e al Bukh, e consiste di tre forme: 1) Hryggspennu-tök, o la presa al collo; 2) Brokar-tök o presa alla cintura che utilizza delle fibbie di cuoio attorno al torace da afferrare (rendendolo simile alla lotta svizzera); 3)Lausa-tök o presa libera. Viene spesso praticata all'aperto o in strutture con pavimento di legno, pertanto proiezioni dure sono spesso scoraggiate.

#### Kragkast
Tipo di lotta originario della Svezia, simile alla lotta libera

### Europa occidentale

#### Gouren
Lotta con giacca praticata in Bretagna, simile alla lotta cornica data la parentela fra popolazioni gaeliche.Nell'odierna Francia, Gouren è supervisionato dalla Fédération de Gouren che ha un accordo con la Fédération Française de Lutte (Federazione francese di wrestling). I lottatori, costretti a combattere scalzi, indossano una speciale camicia bianca o gilet legato con una cintura e pantaloni neri, e cercano di gettarsi a terra aggrappandosi all'altro. Una vittoria viene dichiarata quando l'avversario è sulla schiena a terra, con il vincitore in piedi. La vittoria si ottiene solo quando entrambe le scapole dell'avversario colpiscono il terreno allo stesso tempo e prima di qualsiasi altra parte del corpo. Ogni incontro dura al massimo sette minuti. Il risultato perfetto è il Lamm. Termina immediatamente l'incontro.L'obiettivo è quello di gettare l'avversario per ottenere un ritorno con entrambe le spalle lame toccare il terreno allo stesso tempo, prima di qualsiasi altra parte del corpo e prima di qualsiasi parte dell'avversario.È il miglior risultato successivo, molto vicino al Lamm : una caduta su una spalla, per esempio. Si conta alla fine di un incontro. Vale 4 punti. È un vantaggio e viene preso in considerazione alla fine di un astenn (tempo supplementare: metà del tempo di un incontro). È una caduta della parte inferiore della schiena, o l'intera schiena e posteriore.

#### Ranggeln
Stile di lotta praticato principalmente in Austria, il cui scopo è immobilizzare l'avversario al suolo.

#### Schwingen
Stile di lotta della Svizzera molto antico e in cui i partecipanti indossano particolari pantaloni imbottiti.

#### Calegon
Altro tipo di lotta svizzera, poi confluita nello sviluppo della lotta libera

### Europa meridionale

#### Lucha Leonesa
Nativa della regione di León, in Spagna, in cui il primo che tocca il suolo (non con i piedi) perde.

#### Lotta Campidanesa
Dalla Sardegna, in cui vengono indossati collare, giacchetto e cintura e viene praticata dai pastori della parte meridionale dell'isola.

#### Istrumpa
Lotta sarda, conosciuta anche come S'Istrumpa o Strumpa

### Europa orientale

#### Trântă
Stile di lotta della Moldova e della Romania orientale; praticabile anche in ginocchio.

#### Narodno rvanje
Tipo di lotta della Serbia, suddivisa in tre specialità a seconda della presa (al torace, alla cintura o alla nuca). Con il Narodno rvanje è solito iniziare una partita con gli avversari che entrano sul ring e prendono una delle seguenti varie prese. Gli avversari possono sganciarsi dalle stive e iniziare come al solito in altri stili come lotta greco-romana a seconda delle regole del torneo. L'obiettivo è quello di gettare e inchiodare il tuo avversario a terra. Tutti i tipi di tiri sono legali, e anche il decollo a doppia gamba può essere visto. E in alcuni festival i lottatori possono anche indossare abiti tradizionali dalla loro rispettiva area come sforzo per preservare la cultura.

#### Pelivan
Tipo di lotta praticato in Albania, Serbia e altri paesi balcanici

## Asia

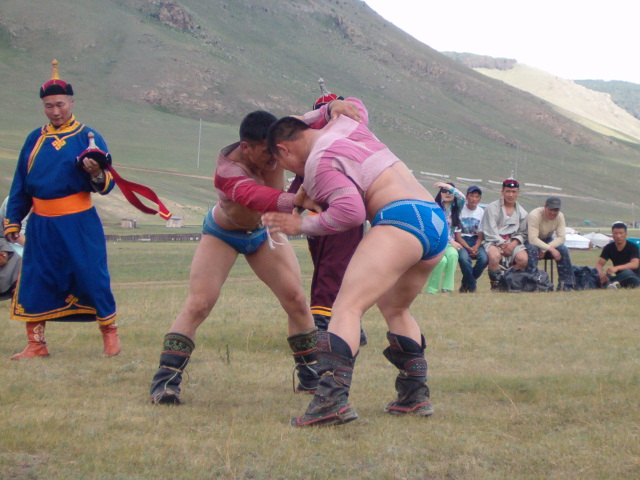
Lottatori nel tradizionale festival di Naadam in Mongolia, vicino Ulan Bator

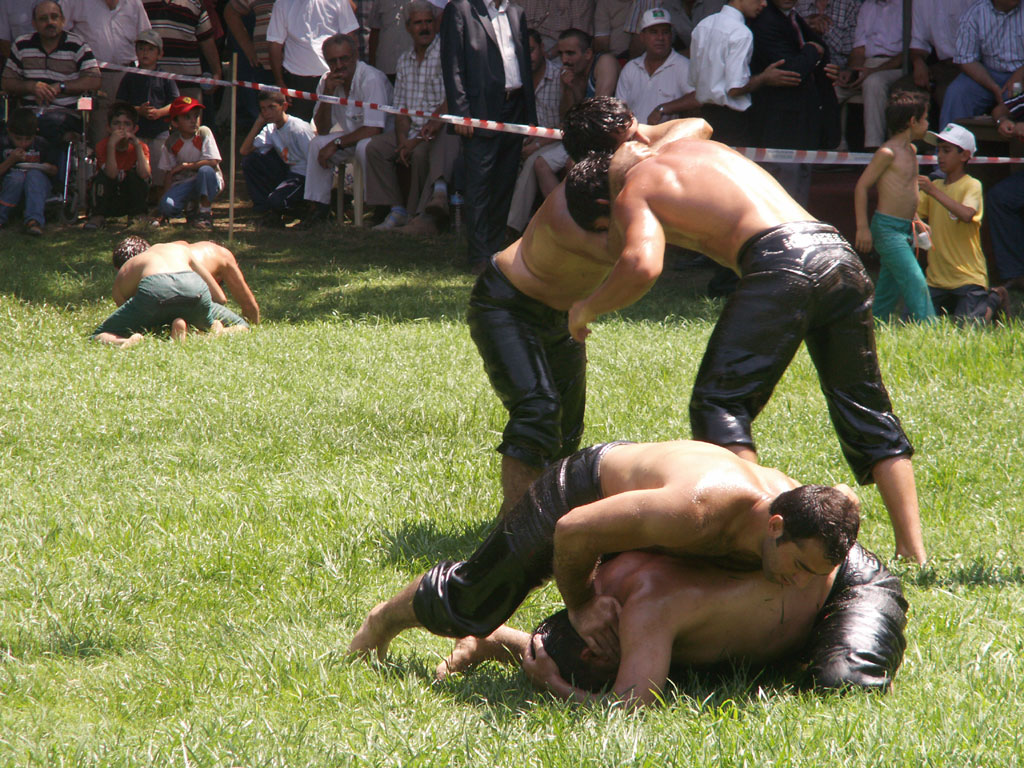
Torneo di Yağlı güreş (lotta turca in olio) ad Istanbul

### Vicino oriente

#### Koshti
Termine generico per la lotta iraniana, compreso il Pahlavani e numerosi altri stili provinciali. È una forma di submission wrestling praticata fin dai tempi antichi in Iran. Una forma oggi è akoshti Pahlavani praticata in zurkhaneh. L'Iran ha vinto 47 medaglie olimpiche per il wrestling.

#### Karakucak
Con regole simili a quelle della lotta libera.

#### Yağlı güreş
Detta anche lotta con l'olio. I lottatori indossano speciali pantaloni chiamati 'kispet' e sono ricoperti d'olio.

#### Gulesh
Stile di lotta dell'Azerbaigian

#### Khridoli
Insieme al Chidaoba, sono stili tradizionali di lotta e arti marziali della Georgia

#### Kokh
Stile tradizionale dell'Armenia

#### Alysh
É uno stile di lotta eretto praticato in Turchia. I concorrenti indossano pantaloni, giacche e cinture, e devono tenere per le cinture dei loro avversari in ogni momento. Il loro obiettivo è quello di gettare i loro avversari sul tappeto. Ai tiri vengono assegnati punteggi tra 1 e 6, in base a quale parte dell'avversario si ferma sul tappeto. Il primo giocatore a vincere 6 punti vince la partita. Dal 2008, Alysh è riconosciuto da Fédération Internationale des Luttes Associées, l'organo di governo mondiale per il wrestling.

### Asia centrale

#### Bökh
Lotta tradizionale della Mongolia con giacca, dove perde il primo che cade al suolo. Le Olimpiadi Alternative] di Ron Gluckman Bökh significa "fermezza, affidabilità, vitalità, lottatore", dalla radice mongola bekü "ferma, dura, solida; combattente, uomo forte".Gengis Khan considerava il wrestling un modo importante per mantenere il suo esercito in buona forma fisica e pronto al combattimento. La corte di dinastia Qing (1646-1911) organizzava regolarmente eventi di wrestling, principalmente tra i Manciù etnici e mongoli lottatori. Ci sono diverse versioni, Mongolo, Buriaziano (nella Buriazia della Russia), Oirat e Mongolia Interna.

#### Köräş
Stile di lotta dei Tatari

#### Kurash
Stile di lotta dell'Uzbekistan

#### Khuresh
Stile di lotta di Tannu Tuva praticato dai membri dell'etnia turca, con giacchetto per le prese.

#### Küres
Stile di lotta del Kazakistan, con giacca. Chi tocca terra perde. Non è consentito afferrare le gambe, ma si possono effettuare sgambetti.

### Asia meridionale

#### Pehlwani
Detto anche Kushti, è una forma moderna di lotta praticata in India.

#### Gatta gusthi
È una forma di sottomissione praticata in Kerala, India. È gareggiato all'interno di un ring sul terreno, noto come godha, di solito ambientato su una spiaggia, e i lottatori sono chiamati phayalvans. Lo sport comprende circa 100 tecniche. Gatta gusthi era popolare nello stato fino all'arrivo di freestyle wrestling e karate alla fine del 1960.

#### Inbuan
Stile di lotta tradizionale dello stato di Mizoram in India. Inbuan si dice abbia avuto origine nel villaggio di Dungtlang nel 1750. È stato riconosciuto come uno sport dopo il popolo Mizo migrato da Birmania alle colline di Lushai.

#### Malla-yuddha
Malla-yuddha è la forma tradizionale di lotta originario di India. È strettamente imparentato con Sud-est asiatico stili di wrestling come Naban ed è uno dei due antenati di kushti. La lotta indiana è descritta nel XIII secolo. Malla-yuddha incorpora lotta, joint-breaking, punzonatura, mordere, soffocamento e colpi nei punti di pressione. Le partite erano tradizionalmente codificate in quattro tipi che progredivano da gare puramente sportive di forza a vere e proprie lotte a contatto pieno conosciute come yuddha. A causa dell'estrema violenza, questa forma finale generalmente non viene più praticata. La seconda forma, in cui i lottatori tentano di sollevarsi a vicenda da terra per tre secondi, esiste ancora in sud India. Inoltre, Malla-yuddha è diviso in quattro categorie (vedi sotto). Ogni yuddhan prende il nome da divinità indù e combattenti leggendari.

#### Akhara
Tipo di lotta tradizionale indiana praticata su terra.

#### Kene
Detto anche Naga wrestling è uno stile folk wrestling e tradizionale sport dei Naga. È strettamente correlato a Ssireum, il tradizionale sport nazionale di Corea. L'obiettivo dello sport è quello di portare qualsiasi parte del corpo dell'avversario sopra il ginocchio a terra. Ogni lottatore indossa un panno colorato legato intorno alla vita. Tenendo la cintura dell'avversario con entrambe le mani, il lottatore deve tentare di rovesciare l'altro a terra.

#### Malakhro
É un'antica forma di wrestling in Pakistan e Nod-ovest dell'India, che risale a 5000 anni fa. Il match inizia con entrambi i lottatori che legano un panno attorcigliato intorno alla vita dell'avversario. Ognuno poi si aggrappa al girovita dell'avversario e cerca di gettarlo a terra. Malakhra è uno degli sport preferiti tra i maschi in Sindh, Pakistan. Le partite di Malakhara si svolgono generalmente nei giorni festivi e il venerdì e sono una caratteristica di tutte le fiere e festival. I signori feudali ricchi e le persone influenti mantengono 'Malhoo' famoso (lottatori) e organizzano partite per loro. Nella regione pakistana del Sindh, è lo sport provinciale.

#### Mukna
É una forma di lotta popolare dal nord-est dell'India stato di Manipur. È popolare in Imphal, Thoubal e Bishnupur. Il gioco è generalmente giocato l'ultimo giorno del festival Lai Haraoba ed è una parte intrinseca delle funzioni cerimoniali.

#### Jobbarer Boli Khela
Detto anche Bali Khela è una forma tradizionale di wrestling in Bangladesh, particolarmente popolare nell'area Chittagong considerata come un gioco nazionale del distretto. Si tratta di una forma di sport da combattimento che coinvolge grappling, tecniche di come lotta di clinch, takedowns, serrature congiunte, perni e altri prese di grappling. È una delle più antiche tradizioni del Chittagong. L'evento sportivo, che si tiene nel primo mese della data bengalese anno del 7 º, si svolge sempre a Madarsha Union come Mokkaro Boli Khela e stessa data mese del 12 º, si svolge sempre a Laldighi Maidan come Jabbarer Boli Khela.

### Sud-est asiatico

#### Naban
Lotta di Burma.

#### Bok Cham Bad

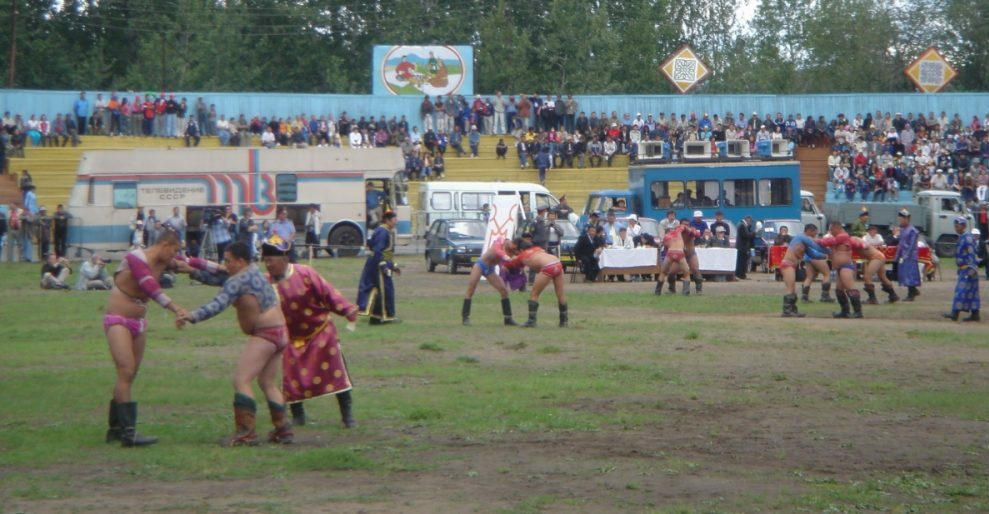
Khuresh (Lotta tuvana)

Lotta tradizionale della Cambogia.

#### Penjang Gulat
Tipo di lotta popolare nell'Indonesia rurale.

#### Vật cổ truyền
Lotta vietnamita originaria della settentrionale provincia di Ha Tay

#### Buno
"Gettare" in Tagalog è un sistema di wrestling filippino come il Dumog. Harimaw Buno, ex Harimaw Lumad (Re della Tiger Wrestling), è uno stile di Buno utilizzato dal Mangyans di Mindoro e il Aetas di Infanta, Quezon. Buno di solito utilizza tiri in piedi, serrature di controllo, manipolazione congiunta, scioperi, take-down e tecniche di lotta a terra.

#### Dumog
Stile indigeno delle Isole Visayan nelle Filippine, praticato su spiagge sabbiose durante le celebrazioni per la raccolta del riso in epoca pre-coloniale, al giorno d'oggi è quasi estinto e si pratica durante le festività dei santi nelle isole di Panay, Cebu e Negros. Gli sfidanti indossano un abito tipico colorato che indica il villaggio di provenienza, assieme a tatuaggi ed amuleti per avere assistenza dagli spiriti. L'obiettivo è schienare l'avversario sulla sabbia, ma se rialzandosi riesce ad essere relativamente pulito la sfida può continuare. Le tecniche dumog possono essere aiutate dall'ambiente intorno a te, un muro, un lampost o un veicolo per esempio, che aiuta a immobilizzare l'avversario, o ferirlo ulteriormente dalla collisione con l'oggetto. Allo stesso modo, le tecniche Dumog possono essere usate per manipolare un avversario da usare come scudo per proteggersi durante uno scenario di attacco multiplo, o per spostare rapidamente una persona indesiderata da un'area, proprio come la sicurezza o le forze dell'ordine "come-along" tecniche di tipo. La conformità al dolore è un aspetto importante di qualsiasi arte di presa. Quindi, le tecniche Dumog possono essere completate da attacchi di punti nervosi, così come Kino-Mutai che è il termine generalmente usato per includere pizzicare, mordere, scriccatura, strappare/ strappare metodi. Dumog è insegnato nella maggior parte degli stili di arti marziali filippine come una piccola aggiunta al loro vasto programma. Tuttavia, ci sono una piccola manciata di sistemi basati su FMA come Harimaw Buno, Apolaki Krav Maga & Dirty Boxing e Garimot Buno la cui formazione si concentra sulla formazione l'arte del dumog in modo molto più dettagliato.

### Asia orientale

#### Shuai jiao
Lotta con giacca praticata in Cina originaria delle città di Pechino, Tientsin e Baoding in Hebei, che significa "proietta e sbilancia (nell'anca)". Conosciuto anche come Guan Jiao 摜跤 eLiao Jiao 撩跤, cioè "Sbilanciamento continuo (all'anca)" e "afferra e sbilancia (all'anca)". Durante la Dinastia Qing veniva chiamato anche Buku (布庫), che in lingua mancese significa "lotta" ed ha radici nella parola mongola Boke. Questo stile di lotta era praticato anche come arte marziale dalle guardie imperiali delle dinastie Liao, Jin, Yuan, Ming e Qing. Le tecniche del presente furono codificate dall'imperatore Kangxi nel 1670. I lottatori tradizionali indossano una giubba chiamata "Da Lian (搭褳)" e delle fasciature sopra il pantalone, che consentono di afferrare e sollevare. Inoltre, le tecniche Qin Na come le leve al braccio erano consentite nello stile di Pechino, mentre colpi e parate erano consentite a Tianjin. Le regole hanno poi incluso quelle del Die Jiao dello Shanxi e della moderna Lotta olimpica.

#### Böke
Lotta della Mongolia Interna praticata con una giacca fatta di pelle di mucca, lunghi pantaloni con presine e stivali. Regole e tecniche sono più simili a quello dello Shuai Jiao che al Boke praticato nella repubblica di Mongolia.

#### Die Jiao
Lotta cinese delle provincie di Xinzhou (忻州) e Shanxi (山西). I lottatori indossano solo dei pantaloni, nient'altro è ammesso. Le tecniche principali vennero codificate durante la Dinastia Song intorno al 1180. Questa forma di lotta era popolare nella Cina settentrionale fino a quando non si diffuse lo Shuai Jiao. Viene colloquialmente chiamato anche "Mo Ni Qiu (摸泥鳅)", letteralmente afferra il Qiu, un tipo di pesce gatto.

#### Qielixi
Tipo di lotta con cintura praticato dagli Uiguri in Cina.

#### Gi Ge
Tipo di lotta con cintura praticato dall'etnia Yi (彝族) nel Sichuan (四川) e nello Yunnan (雲南). "Gi Ge" significa letteralmente "mantenere la presa del corpo". Le tre regole principali sono: niente sgambetti con le gambe; niente prese alla giacca o ai pantaloni; niente spinte o colpi. Recentemente è stato consentito l'afferrare le gambe.

#### Ndrual Dluad
Tipo di lotta con cintura praticato dall'etnia Hmong nella Cina sud-occidentale.

#### Beiga
Tipo di lotta con cintura praticato in Tibet fin dal VII secolo. Conosciuto anche come "Jiazhe (加哲)" e "Youri (有日)" in Tibet, "Xiezhe (寫澤)" in Sichuan e "Jiareze (卡惹則)" nel Qinghai. Non sono ammessi sgambetti, ma dal XIII secolo con l'emergere delle dinastie mongole, Han e Manciù è stata sviluppata una forma alternativa che lo consente.

### Altri paesi

#### Sumo
Lotta giapponese.

#### Ssirŭm
Lotta coreana.

#### Tegumi
Tipo di lotta praticato ad Okinawa.

#### Mariwariwosu
Stile indigeno degli aborigeni di Formosa (Taiwan), come le etnie Paiwan e Bunun. Praticato in un'arena sabbiosa circolare, si possono afferrare delle larghe cinture per concludere con proiezioni molto spettacolari.

## Africa

### Lucha canaria
Tipo di lotta praticato nelle Isole Canarie, originario dell'etnia indigena berbera dei guanci e poi perfezionato dai coloni spagnoli

### Lutte traditionnelle
fr. per lotta tradizionale, in riferimento a stili africani conosciuti come Laamb in Senegal, Boreh in Gambia, Evala a Togo, e francofonamente Lutte Traditionnelle in Niger e Burkina Faso. Competizioni internazionali hanno luogo durante i Giochi della Francofonia e nel da poco organizzato Championnat d'Afrique de lutte traditionnelle. Dal 1950, una serie di tradizioni dell'Africa occidentale sono stati assimilati in Lutte Traditionnelle come è diventato un grande spettatore sport e evento culturale. La variazione principale è diventata Laamb, o Wrestling senegalese, che permette pugni ('frappe'), l'unica delle tradizioni dell'Africa occidentale a farlo.Come una grande confederazione e campionato intorno Lutte Traditionnelle si sono sviluppati dal 1990, combattenti senegalesi ora praticare entrambe le forme, chiamato ufficialmente 'Lutte Traditionnelle sans frappe' (per la versione internazionale) e 'Lutte Traditionnelle avec frappe'. In Nigeria, e nelle zone di Hausa del Niger, Kokawa è stato regolarizzato secondo lo standard dell'Africa occidentale. Lì il componente che colpisce è stato scorporato in un evento di boxe separato chiamato Dambe.Entrambi sono eseguiti sullo stesso anello tradizionale, anche se Dambe è diventata la riserva di viaggi intimità dei combattenti. Due combattenti competono in un anello circolare, in eventi più formali legati da sacchi di sabbia. Ogni combattente tenta di espellere l'altro dal ring, anche se possono vincere battendo l'altro sui loro piedi o su tutti i quattro zampe.

### Tigel
Lotta tradizionale dell'Etiopia.

### Grech
Lotta tradizionale praticata in Tunisia.

## America

### Huka-Huka
É uno stile brasiliano folk wrestling degli indigeni del Xingu, nello stato di Mato Grosso. Viene eseguito come una lotta rituale durante la cerimonia di Kuarup. Inizia quando il proprietario della lotta, un capo maschio, cammina al centro dell'arena e chiama i suoi avversari per nome. I combattenti si inginocchiano ruotando in senso orario in un cerchio di fronte all'avversario, fino a quando non si guardano l'un l'altro e si aggrappano, cercando di sollevare l'avversario e sbatterlo a terra.

### Luta livre
Tipo di lotta praticato in Brasile

### Lucha Libre
Tipo di lotta praticato in Messico

### Lotta folkstyle
Tipo di lotta ampiamente diffusa a livello scolastico negli Stati Uniti d'America

## Oceania

### Coreeda
Sintesi delle danze tradizionali degli aborigeni e delle lotte tradizionali aborigene praticata all'interno di un cerchio di 4.5 m di diametro con brodi neri e rossi simili alla Bandiera aborigena. I lottatori indossano pantaloni che arrivano fino al ginocchio, una spessa cintura ed una giacca che può essere afferrata per facilitare le proiezioni. Si basa su giochi simili diffusi nell'Australia pre-coloniale ed è praticata di solito durante i NAIDOC nei sobborghi occidentali di Sydney. Stili australiani indigeni estinti che sono confluiti nella coreeda includono il turdererin, il partambelin, il goombooboodoo l'ami e il donaman/arungga.

### Epoo korio
Stile tradizionale pacifico praticato nell'isolda di Kiwai nella parte occidentale di Papua Nuova Guinea, un lottatore deve difendere un cumulo di sabbia che l'avversario deve distruggere.

### Boumwane
Stile nazionale di Kiribati, uno stile simile è praticato anche a Nauru.

### Fagatua
Stile indigeno di Tokelau usato principalmente per risolvere dispute fra villaggi.

### Hokoko
Stile indigeno di Kanaka Maoli nelle isole Hawaii, descritto per la prima volta dall'equipaggio dell'HMS Resolution nel 1779 come parte del pa'ani'kahiko ("giochi antichi") praticato durante la festa per l'anno nuovo del Makahiki. Assieme al pugilato mokomoko, fa parte dell'arte marziale del lua.

### Mamau/ringa ringa
Stile indigeno dei Maori in Nuova Zelanda, usato principalmente per l'allenamento dei guerrieri ma praticato anche come attività ricreativa durante i festeggiamenti per l'anno nuovo (detti Matariki).

### Moana
Stile indigeno dei Ma'ohi di Tahiti e della Polinesia Francese; assieme al teka (uso della lancia), del motora'a (pugilato) e dell'amoraa ofae (sollevamento dei massi) è parte dei giochi tradizionali dell'Heiva i Tahiti tenuti a Papeete ogni luglio. Uno sport simile è praticato anche nelle Isole Cook durante le celebrazioni annuali del Te Maeva Nui.

### Pi'i tauva
Stile indigeno di Tonga, descritto per la prima volta nel 1777 da una litografia di John Webber. Praticato sia da uomini che da donne, include lotta e pugilato ed è principalmente una forma di intrattenimento per gli ospiti.

### Taupiga
Stile indigeno delle Samoa, i lottatori sono cosparsi di olio di cocco ed è una pratica importante nei raduni inter-villaggio.

### Uma
Conosciuto anche come Kulakula'i, praticato nelle Hawaii. I lottatori si inginocchiano e si afferrano a vicenda i gomiti. L'obiettivo è di costringere il braccio dell'avversario al suolo. Il gioco veniva praticato spesso dalla casta dominante hawaiiana (gli Ali'i).

### Veibo
Stile nativo delle Figi, praticato principalmente come forma di allenamento per i guerrieri ma anche come forma di intrattenimento. Durante il XX secolo, lavoratori indiani vennero trasferiti sull'isola per lavorare la canna da zucchero e il loro stile del kushti fu fuso con il veibo per creare una forma ibrida simile alla lotta libera